# Зимник (Могилёвская область)
Зи́мник (бел. Зімнік) — деревня в составе Маслаковского сельсовета Горецкого района Могилёвской области Республики Беларусь.

## Население
- 1999 год — 28 человек
- 2010 год — 11 человек